# День литературы (газета)
«День литерату́ры» — российское ежемесячное литературное издание. Издаётся с 1997 года. С ноября 2017 года — орган Союза писателей России.

## История
Вначале газета «День литературы» выходила как ежемесячное приложение к газете «Завтра», а независимым изданием стала в мае 1997 года, когда вышел пробный номер (спецвыпуск). Тематика издания включила такие направления, как литература, театр, кино, музыка, изобразительное искусство. В обозреваемом спектре русской культуры оказались разные жанры прозы и поэзии, публицистики и критики, воспоминаний и дневников, графики и фотографии, полемики и сатиры. Главным редактором стал критик и литературовед Владимир Бондаренко. Программное заявление главного редактора свидетельствовало об идеологическом нейтралитете газеты. Однако в путеводителе «Русская литература сегодня» за 2003 год было отмечено, что газета занимает «отчётливую коммуно-националистическую позицию».
Объём газеты к 2003 году составлял 8 полос, тираж — 10 000 экземпляров, распространялось издание по подписке и в розницу.
С ноября 2017 года газета «День литературы» является органом Союза писателей России. Главный редактор — Валентина Ерофеева.
По состоянию на 2020 год газета продолжает издаваться на 8 полосах, тираж составляет 4 000 экземпляров. Издание включает в себя печатную версию газеты (ежемесячно, 12 номеров в год и общедоступные PDF-версии), журнала-приложения (в год 4 номера по 360 страниц и общедоступные PDF-версии), а также сайт, пополняемый авторскими и новостными публикациями (до ста публикаций в месяц). Редакция издания предупреждает, что её позиция может не совпадать с точкой зрения авторов публикаций.

## Авторы
Постоянными авторами газеты «День литературы» были или продолжают оставаться Л. Аннинский, отец Д. Дудко, А. Ким, В. Личутин, Т. Зульфикаров, В. Распутин, В. Топоров, А. Нестругин, Г. Иванов и др.

## Критика
В 2020 году в журнале «Сибирские огни» была опубликована критическая статья Яны Сафроновой «Химеры русского патриотизма», ставящая под сомнение литературный уровень произведений, публикуемых на сайте газеты «День литературы». Ответом стало открытое письмо Валентины Ерофеевой «Химера критики».